# Gelbstieliger Muschelseitling
Der Gelbstielige Muschelseitling oder Zwergknäueling (Sarcomyxa serotina, Syn.: Panellus serotinus, Pleurotus serotinus) ist eine Pilzart aus der Familie der Helmlingsverwandten.:S. 376 Bisweilen wird die Art auch als Gelber Muscheling bezeichnet, obwohl der Name „Muscheling“ den Vertretern der Gattung Hohenbuehelia vorbehalten ist.

## Merkmale

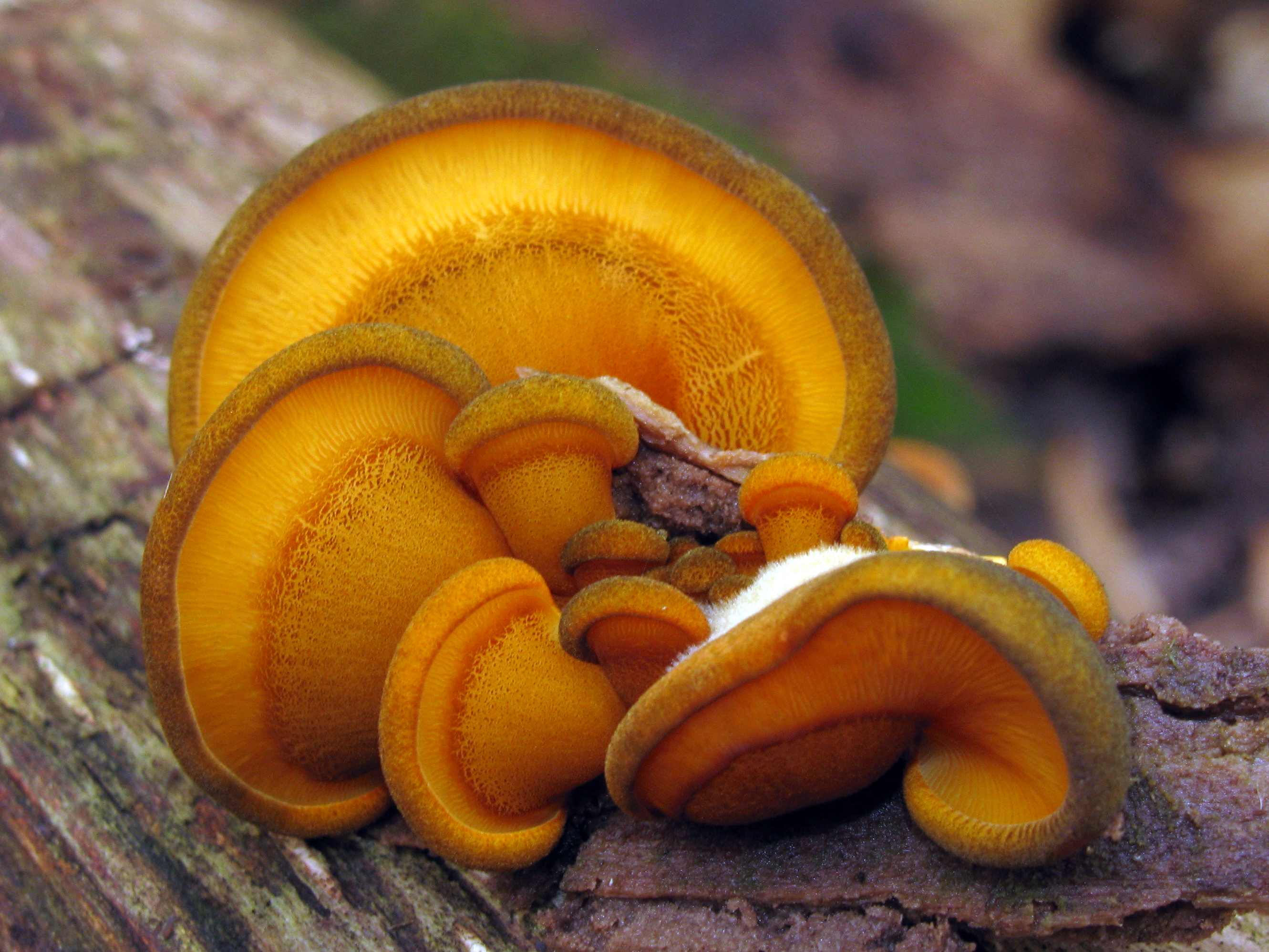
Junge Fruchtkörper des Gelbstieligen Muschelseitlings (Sarcomyxa serotina)

Der Gelbe Muschelseitling bildet 3–10 Zentimeter breite, muschel-, fächer- oder breit zungenförmige Fruchtkörper, die mit einem seitlichen Stiel einzeln bis büschelig oder dachziegelartig auf Holz wachsen. Die Oberseite der Hüte ist glatt, in feuchtem Zustand schmierig bis schleimig, trocken feinsamtig, zum Stiel hin faserschuppig. Die Farbe ist sehr variabel und kann von hellgrün, gelb-oliv bis rötlich-oliv gehen. Der Hutrand ist jung eingerollt, bei älteren Exemplaren scharf und etwas gerieft. Die jung cremefarbenen, später creme- bis ockerfarbenen Lamellen sind am Stiel breit und werden zum Rand hin schmaler. Das Sporenpulver ist weiß. Der kurze, konische Stiel ist auf ocker bis safrangelbem Grund dunkel schuppig punktiert.

## Artabgrenzung
Der Gelbstielige Muschelseitling wird von Pilzsammlern häufig mit dem Austern-Seitling verwechselt – die Fruchtkörper beider Arten wachsen oft zusammen am selben Baumstamm. Letzterer hat jedoch bis zur Stielbasis herablaufende Lamellen und nie einen gelben Stiel, außerdem fehlen ihm die oliv grünlichen Töne.

## Ökologie
Der Gelbstielige Muschelseitling ist ein Saprobiont und Schwächeparasit an Laubholz, der ein großes Spektrum von Baumarten besiedeln kann, wobei Eiche, Erlen und Rotbuche bevorzugt sind, selten wird er auch an Nadelbäumen gefunden. Die Art wächst dabei an alten, vorgeschädigten, noch stehenden oder schon umgestürzten toten Stämmen oder an Stümpfen.
Der Gelbstielige Muschelseitling ist in schattigen, luft- und bodenfeuchten Laub- und Mischwäldern sowie bodensauren Fichten-Weißtannen-Wäldern und Kiefernforsten zu finden. Er kommt auch entlang von Bächen, an Moorrändern, an Waldwegen und Waldrändern in Hasel-Vorwäldern und in Obstbaumkulturen vor.

## Verbreitung
Der Gelbe Muschelseitling ist in der Holarktis von mediterranen bis in boreale Gebiete zu finden, nördlich geht er bis Grönland und in Nordeuropa bis zum 69. Breitengrad. In Deutschland ist die Art verbreitet, zeigt jedoch regionale Unregelmäßigkeiten im Vorkommen.

## Systematik und Taxonomie
Gemäß Nomenklaturcode des ICN musste der Gelbstielige Muschelseitling unter dem wissenschaftlichen Namen Panellus serotinus geführt werden, obwohl der Pilz und vermutlich der in Asien verbreitete Speise-Muschelseitling (P. edulis) aus verwandtschaftlicher Sicht eine eigene Gattung darstellen, separiert von den Spezies um den Herben Zwergknäueling. Denn Petter Karstens Umkombination des Taxons von Panellus zu Sarcomyxa verstieß gegen den Artikel 33.1. In dem Regelwerk heißt es, dass eine Umkombination (Autonyme ausgenommen) als ungültig publiziert gilt, wenn der Autor nicht das endgültige Epitheton dem Namen der Gattung, Art oder deren Abkürzung eindeutig zuordnet. Der finnische Mykologe nannte in seiner Originaldiagnose der Gattung Sarcomyxa jedoch „Pleurotus serotinus (Schrad.) Fr.“ als Typusart, weshalb die Umkombination ungültig war. Inzwischen ist die Art jedoch gültig umkombiniert worden.

## Bedeutung

### Speisewert
Der mild bis etwas bitter schmeckende Gelbstielige Muschelseitling ist essbar. Die in neuerer Literatur vermutete Giftigkeit (In den Fruchtkörpern sollen Substanzen festgestellt worden sein, die im Verdacht stehen, Krebs auszulösen. Darüber hinaus soll der Pilz Giftstoffe enthalten, die in körpereigene Fettzellen eingelagert werden und bei Gewichtsabnahme zum Tragen kommen.) beruht offenbar auf einem Missverständnis.
In Ostasien wird mit „Mukitake“ (Panellus edulis) eine nah verwandte Art des Gelbstieligen Muschelseitlings als Speisepilz geschätzt und auch kultiviert.

### Forstwirtschaft
Als Holzzerstörer (Schwächeparasit) hat der Gelbstielige Muschelseitling keine wirtschaftliche Bedeutung.